# Anton Tus
Anton Tus (Bribir, 22. studenoga 1931. – Zagreb, 4. rujna 2023.), stožerni general, prvi načelnik Glavnoga stožera Oružanih snaga Republike Hrvatske i savjetnik za vojna pitanja predsjednika Republike Hrvatske. 

## Životopis

### Jugoslavenska narodna armija
Stožerni general Anton Tus rođen je 22. studenoga 1931. godine u Bribiru kod Crikvenice. U Narodnooslobodilačku vojsku i partizanske odrede Jugoslavije stupio je 1944. godine, s navršenih trinaest godina. Završio je Zrakoplovnu vojnu akademiju i Ratnu školu. Upravljao je svim tipovima ratnih zrakoplova bivše Jugoslavenske narodne armije (JNA), a bio je jedini pilot Jugoslavenskog ratnog zrakoplovstva i protuzračne obrane (JRZ) koji je pilotirao i američkim i sovjetskim nadzvučnim avionima. Od 1985. do lipnja 1991. godine general Tus je bio zapovjednik JRZ. U JNA je imao čin general-pukovnika. U svibnju 1991. godine savezni premijer SFRJ Ante Marković htio je smijeniti generala-armije Veljka Kadijevića te za novog saveznog ministra obrane postaviti generala Tusa, koji je tada još bio aktivan u Beogradu u JNA. Plan je bio da se, s generalom Tusom na čelu JNA, Stjepanom Mesićem na čelu Predsjedništva i Markovićem na čelu Saveznog izvršnog vijeća (SIV), neutraliziraju promiloševićevske snage u JNA. General Tus se složio s planom, a Marković je po dolasku u Zagreb o tome razgovarao s predsjednikom Franjom Tuđmanom. Iako je predsjednik Tuđman rekao da će razmisliti plan je propao nakon što je general Tus imenovan prvim načelnikom Glavnoga stožera Oružanih snaga Republike Hrvatske (GS).

### Domovinski rat
U rujnu 1991. general Tus pristupio je Hrvatskoj vojsci, nakon čega je postao prvi načelnik GS-a. Na toj je dužnosti ostao do studenoga 1992. General Tus je konstantno, s profesionalnim vojnicima koji su došli u HV iz JNA, vršio pritisak na predsjednika Tuđmana da se ne može dobiti rat, odnosno voditi ofenzivne operacije, ako će se oslanjati isključivo na "policijsku vojsku" jer to nisu snage koje mogu učinkovito izvršiti zadaće obrane zemlje, a kamoli biti osposobljene za napad. Predsjednik Tuđman je do kraja, kada su već počeli ozbiljni oružani sukobi na teritoriju Hrvatske, vjerovao da će se rat izbjeći te nije žurio s ustrojavanjem vojske. General Tus je po tom pitanju s njime vodio teške i žučne rasprave, jer je predsjednik Tuđman želio izbjeći rat, tj. nije želio da se sukobi razbuktaju. Prema svjedočanstvu generala Tusa predsjednik Tuđman bio je uvjeren da će se međunarodna zjednica umiješati i spriječiti eskalaciju sukoba. General Tus je u tom razdoblju uvjeravao predsjednika Tuđmana da više nema vremena za čekanje, da su izgubljena dva mjeseca, da Srbi i JNA u Hrvatsku ulaze iz Srbije i Bosne i Hercegovine. General Tus kao ključ za hrvatsko naoružavanje, stabilnost i vjeru u vlastite snage, označava osvajanje vojarne JNA u Varaždinu. Predsjednik Tuđman je odobrio tu akciju na pritisak generala Tusa i ostalih časnika pristiglih iz JNA. Isto tako po generalu Tusu prva prava operacija HV-a bili su napadi i osvajanje vojarna u Bjelovaru i luci Ploče 1991. godine. U tih desetak dana napada na vojarne JNA, HV je uspio pribaviti oko 150 oklopnih transportera, 220 tenkova, 400 topova od preko 100 mm., 200 tisuća komada automatskih jurišnih pušaka i više milijuna komada streljiva. General Tus tvrdi da su školovani časnici udarili temelje HV-a, ojačali Hrvatsku vojsku, a oslabili JNA. JRZ i Jugoslavenska ratna mornarica (JRM) gotovo da nisu mogli funkcionirati nakon odlaska Hrvata i Slovenaca iz JNA.
General Tus je zajedno s ostalim časnicima HV-a već u zimu 1991. – 1992. godine razradio plan frontalnog napada i oslobađanja što većeg dijela okupiranog teritorija Hrvatske. Prema generalu Tusu Operacija Bljesak trebala se dogoditi već u zimu 1991. – 1992. godine, no primirje od 2. siječnja sve to je zaustavilo. General Tus kao načelnik GS-a bio je u sukobu s ministrom obrane Gojkom Šuškom, kojeg je smatrao vođom "neoustaške" linije u zemlji. Ministar Šušak počeo se miješati u rad vojske, tj. izadavati zapovijedi mimo GS-a. General Tus se žalio predsjedniku Tuđmanu, tvrdeći da ministar obrane može imati utjecaj na vojsku, ali nikako izravan, nego samo ili u dogovoru s načelnikom GS-a ili preko predsjednika kao vrhovnog zapovjednika. General Tus tvrdi da su tijekom Domovinskog rata postojale dvije linije zapovijedanja, jedna vođena GS-om, a druga ministrom Šuškom. Kao najdrastičniji primjer "duple linije zapovijedanja" general Tus navodi dogovor o Bosanskoj Posavini. Prema generalu Tusu HV je pokušavao održati Posavinu, ali se ministar Šušak već u svibnju 1992. bio nagodio s Radovanom Karadžićem o prepuštanju Posavine. General Tus je na jednom sastanku pokrenuo pitanje pada Bosanskog Broda izravnim pitanjem predsjedniku Tuđmanu, zašto je srušen most preko kojeg je GS htio poslati snage za obranu grada, te po čijoj su se odluci izvlačile snage HV-a. General Tus nije znao niti za jednu od tih odluka. Generalu Tusu je kratko odgovoreno da su snage HV-a srušile most, a predsjednik Tuđman je rekao da ni on nije bio upoznat sa svime.
Godine 1995. general Tus se osobno zauzimao za provođenje Operacije Una, jer bi to značilo definitivni ne samo vojni nego i politički poraz velikosrpske ideje u Hrvatskoj i BiH. General Tus je bio glavni vojni savjetnik predsjednika Tuđmana. Od 2001. do 2005. godine bio je i šef Misije Republike Hrvatske pri sjedištu Organizacije Sjevernoatlantskoga ugovora (NATO). Danas je u mirovini.
General Tus, zajedno s generalom Petrom Stipetićem, jedini je bivši zapovjednik JNA kojemu je u Beogradu suđeno, u odsutnosti, zbog veleizdaje i dezerterstva.
Citati:

## Odlikovanja
- Velered kralja Petra Krešimira IV. s lentom i Danicom
- Red kneza Domagoja
- Red Nikole Šubića Zrinskoga
- Red hrvatskog trolista
- Orden jugoslavenske zastave[7]